# ファーム日本選手権
ファーム日本選手権（ファームにほんせんしゅけん）は、日本プロ野球（NPB）二軍（ファーム）リーグの年間チャンピオン決定戦である。
イースタン・リーグとウエスタン・リーグの両リーグ優勝チーム間で二軍の統一チャンピオンを争おうと、1987年に「ジュニア日本選手権」としてスタートした。当初は9月中旬か下旬に行われていたが、1997年から大会名を「ファーム日本選手権」と改め、10月の教育リーグ前に行われている。
一軍の日本選手権シリーズ（日本シリーズ）とは異なり、1試合のみ行われるため名称に「シリーズ」が付かない。

## 大会の仕組み
- 一軍の日本シリーズとは異なり、各リーグの優勝チームがそのまま出場チームとなる。
- 延長戦は回数・時間制限なし。
- ホームチーム（一塁側ベンチを使用、後攻）は、西暦奇数年はイースタン・リーグのチーム、偶数年はウエスタン・リーグのチームが担当する。
- 出場チームは試合の数日前に出場資格者名簿をコミッショナーに提出する。2024年の場合、出場資格は下記のいずれかとなる。
  - 支配下もしくは育成で当年度に登録された新人選手
  - 当年度に一度も出場登録されなかった選手
  - 当年度のファーム公式戦の規定打席もしくは規定投球回のいずれかの3割を満たした選手
- 指名打者制度は各リーグの規定に準じ、原則は一軍がパシフィック・リーグに所属するチームがホームチームを担当する場合に採用される[注釈 1]。ただし2009年からはイースタンの規則改正に伴い、一軍がセントラル・リーグに所属するイースタンのチーム（読売ジャイアンツ、東京ヤクルトスワローズ、横浜DeNAベイスターズのいずれか）がホームチームの場合でも、指名打者制度の採用が可能になり、その場合は、対戦相手であるウエスタンのチームの一軍がセ・リーグ所属であっても指名打者制度が採用されることとなり[注釈 2]、2015年からは一軍がセントラル・リーグに所属するウエスタンのチーム（阪神タイガース、中日ドラゴンズ、広島東洋カープ）がホームチームの場合でも、採用が可能となった[注釈 3]。
- 2020年は新型コロナウイルス感染拡大防止のための「ファーム日本選手権特例2020」として、延長10回終了時に同点の場合、11回以降は決着がつくまで毎回継続打順で無死一、二塁から始めるタイブレークを採用[1]。翌2021年も継続採用された。

## 各年度のファーム日本選手権
| 回 | 開催日         | 勝利チーム                                           | 優勝回数                                             | スコア                                               | 相手チーム                                           | 開催球場                                             | MVP                                                  |
| -- | -------------- | ---------------------------------------------------- | ---------------------------------------------------- | ---------------------------------------------------- | ---------------------------------------------------- | ---------------------------------------------------- | ---------------------------------------------------- |
| 1  | 1987年9月14日  | 読売ジャイアンツ（イ）                               | 初優勝                                               | 9 - 0                                                | 中日ドラゴンズ（ウ）                                 | 平塚球場                                             | 加茂川重治                                           |
| 2  | 1988年9月12日  | 読売ジャイアンツ（イ）                               | 2年連続2回目                                         | 5 - 2                                                | 中日ドラゴンズ（ウ）                                 | 京都市西京極総合運動公園野球場                       | 松原靖                                               |
| 3  | 1989年9月18日  | 読売ジャイアンツ（イ）                               | 3年連続3回目                                         | 3 - 0                                                | オリックス・ブレーブス（ウ）                         | 平塚球場                                             | 橋本清                                               |
| 4  | 1990年10月7日  | 中日ドラゴンズ（ウ）                                 | 初優勝                                               | 6 - 4                                                | 読売ジャイアンツ（イ）                               | 東京ドーム                                           | 清水雅治                                             |
| 5  | 1991年9月21日  | 読売ジャイアンツ（イ）                               | 2年ぶり4回目                                         | 8 - 7                                                | 広島東洋カープ（ウ）                                 | 平塚球場                                             | 呂明賜                                               |
| 6  | 1992年10月3日  | 読売ジャイアンツ（イ）                               | 2年連続5回目                                         | 3 - 2                                                | 中日ドラゴンズ（ウ）                                 | 川崎球場                                             | 杉山直輝                                             |
| 7  | 1993年10月10日 | 読売ジャイアンツ（イ）                               | 3年連続6回目                                         | 3 - 0                                                | 中日ドラゴンズ（ウ）                                 | 福井県営球場                                         | 松谷竜二郎                                           |
| 8  | 1994年10月9日  | オリックス・ブルーウェーブ（ウ）                     | 初優勝                                               | 6 - 4                                                | 読売ジャイアンツ（イ）                               | 相模原市立相模原球場                                 | 戎信行                                               |
| 9  | 1995年10月7日  | 読売ジャイアンツ（イ）                               | 2年ぶり7回目                                         | 1 - 0                                                | 近鉄バファローズ（ウ）                               | 富山市民球場アルペンスタジアム                       | 門奈哲寛                                             |
| -  | 1996年         | 未開催（リーグ優勝チームはロッテ（イ）と近鉄（ウ）） | 未開催（リーグ優勝チームはロッテ（イ）と近鉄（ウ）） | 未開催（リーグ優勝チームはロッテ（イ）と近鉄（ウ）） | 未開催（リーグ優勝チームはロッテ（イ）と近鉄（ウ）） | 未開催（リーグ優勝チームはロッテ（イ）と近鉄（ウ）） | 未開催（リーグ優勝チームはロッテ（イ）と近鉄（ウ）） |
| 10 | 1997年10月10日 | 日本ハムファイターズ（イ）                           | 初優勝                                               | 1 - 0                                                | オリックス・ブルーウェーブ（ウ）                     | 宜野湾市立野球場                                     | 大貝恭史                                             |
| 11 | 1998年10月10日 | ヤクルトスワローズ（イ）                             | 初優勝                                               | 4 - 1                                                | 阪神タイガース（ウ）                                 | 宜野湾市立野球場                                     | 五十嵐亮太                                           |
| 12 | 1999年10月9日  | 阪神タイガース（ウ）                                 | 初優勝                                               | 7 - 3                                                | 日本ハムファイターズ（イ）                           | 浦添市民球場                                         | 濱中治                                               |
| 13 | 2000年10月7日  | 中日ドラゴンズ（ウ）                                 | 10年ぶり2回目                                        | 4 - 2                                                | 読売ジャイアンツ（イ）                               | 浦添市民球場                                         | 筒井壮                                               |
| 14 | 2001年10月6日  | 西武ライオンズ（イ）                                 | 初優勝                                               | 5 - 0                                                | 阪神タイガース（ウ）                                 | 坊っちゃんスタジアム                                 | 三井浩二                                             |
| 15 | 2002年10月12日 | 阪神タイガース（ウ）                                 | 3年ぶり2回目                                         | 16 - 3                                               | 西武ライオンズ（イ）                                 | 坊っちゃんスタジアム                                 | 藤原通                                               |
| 16 | 2003年10月11日 | 阪神タイガース（ウ）                                 | 2年連続3回目                                         | 3 - 0                                                | 日本ハムファイターズ（イ）                           | 長野オリンピックスタジアム                           | 早川健一郎                                           |
| 17 | 2004年10月9日  | 中日ドラゴンズ（ウ）                                 | 4年ぶり3回目                                         | 4 - 3                                                | 北海道日本ハムファイターズ（イ）                     | サンマリンスタジアム宮崎                             | 土谷鉄平                                             |
| 18 | 2005年10月8日  | 千葉ロッテマリーンズ（イ）                           | 初優勝                                               | 7 - 5                                                | 阪神タイガース（ウ）                                 | スカイマークスタジアム                               | 辻俊哉                                               |
| 19 | 2006年9月30日  | 阪神タイガース（ウ）                                 | 3年ぶり4回目                                         | 6 - 0                                                | 千葉ロッテマリーンズ（イ）                           | 山形県野球場                                         | 中村泰広                                             |
| 20 | 2007年9月29日  | 中日ドラゴンズ（ウ）                                 | 3年ぶり4回目                                         | 7 - 2                                                | 読売ジャイアンツ（イ）                               | 山形県野球場                                         | 吉見一起                                             |
| 21 | 2008年10月4日  | 福岡ソフトバンクホークス（ウ）                       | 初優勝                                               | 5 - 1                                                | 東京ヤクルトスワローズ（イ）                         | 長崎ビッグNスタジアム                                | 岩嵜翔                                               |
| 22 | 2009年10月3日  | 中日ドラゴンズ（ウ）                                 | 2年ぶり5回目                                         | 2 - 0                                                | 読売ジャイアンツ（イ）                               | 富山市民球場アルペンスタジアム                       | 鈴木義広                                             |
| 23 | 2010年10月2日  | 千葉ロッテマリーンズ（イ）                           | 5年ぶり2回目                                         | 6 - 5                                                | 阪神タイガース（ウ）                                 | HARD OFF ECOスタジアム新潟                           | 細谷圭                                               |
| 24 | 2011年10月8日  | 中日ドラゴンズ（ウ）                                 | 2年ぶり6回目                                         | 4 - 3                                                | 北海道日本ハムファイターズ（イ）                     | サンマリンスタジアム宮崎                             | 前田章宏                                             |
| 25 | 2012年10月6日  | 千葉ロッテマリーンズ（イ）                           | 2年ぶり3回目                                         | 4 - 0                                                | 福岡ソフトバンクホークス（ウ）                       | 坊っちゃんスタジアム                                 | 塀内久雄                                             |
| 26 | 2013年10月6日  | 福岡ソフトバンクホークス（ウ）                       | 5年ぶり2回目                                         | 4 - 3                                                | 東京ヤクルトスワローズ（イ）                         | サンマリンスタジアム宮崎                             | 田上秀則                                             |
| 27 | 2014年10月4日  | 千葉ロッテマリーンズ（イ）                           | 2年ぶり4回目                                         | 6 - 4                                                | 福岡ソフトバンクホークス（ウ）                       | KIRISHIMAサンマリンスタジアム宮崎                    | 大嶺翔太                                             |
| 28 | 2015年10月3日  | 福岡ソフトバンクホークス（ウ）                       | 2年ぶり3回目                                         | 2 - 0                                                | 読売ジャイアンツ（イ）                               | KIRISHIMAサンマリンスタジアム宮崎                    | 岩嵜翔                                               |
| 29 | 2016年10月1日  | 読売ジャイアンツ（イ）                               | 21年ぶり8回目                                        | 6 - 2                                                | 福岡ソフトバンクホークス（ウ）                       | KIRISHIMAサンマリンスタジアム宮崎                    | 岡本和真                                             |
| 30 | 2017年10月7日  | 広島東洋カープ（ウ）                                 | 初優勝                                               | 5 - 2                                                | 読売ジャイアンツ（イ）                               | KIRISHIMAサンマリンスタジアム宮崎                    | 坂倉将吾                                             |
| 31 | 2018年10月6日  | 阪神タイガース（ウ）                                 | 12年ぶり5回目                                        | 8 - 4                                                | 読売ジャイアンツ（イ）                               | KIRISHIMAサンマリンスタジアム宮崎                    | 熊谷敬宥                                             |
| 32 | 2019年10月5日  | 福岡ソフトバンクホークス（ウ）                       | 4年ぶり4回目                                         | 6 - 3                                                | 東北楽天ゴールデンイーグルス（イ）                   | KIRISHIMAサンマリンスタジアム宮崎                    | 二保旭                                               |
| 33 | 2020年11月7日  | 東北楽天ゴールデンイーグルス（イ）                   | 初優勝                                               | 6 - 4                                                | 福岡ソフトバンクホークス（ウ）                       | ひなたサンマリンスタジアム宮崎                       | 村林一輝                                             |
| 34 | 2021年10月9日  | 阪神タイガース（ウ）                                 | 3年ぶり6回目                                         | 3 - 2                                                | 千葉ロッテマリーンズ（イ）                           | ひなたサンマリンスタジアム宮崎                       | 遠藤成                                               |
| 35 | 2022年10月8日  | 東北楽天ゴールデンイーグルス（イ）                   | 2年ぶり2回目                                         | 8 - 2                                                | 阪神タイガース（ウ）                                 | ひなたサンマリンスタジアム宮崎                       | 渡邊佳明                                             |
| 36 | 2023年10月7日  | 福岡ソフトバンクホークス（ウ）                       | 4年ぶり5回目                                         | 6 - 5                                                | 読売ジャイアンツ（イ）                               | ひなたサンマリンスタジアム宮崎                       | 川村友斗                                             |
| 37 | 2024年10月5日  | 横浜DeNAベイスターズ（イ）                           | 初優勝                                               | 6 - 2                                                | 福岡ソフトバンクホークス（ウ）                       | ひなたサンマリンスタジアム宮崎                       | 庄司陽斗                                             |

- 2024年時点でウエスタン19勝、イースタン18勝となっている。
- 第4回（1990年）は9月18日に大阪球場で試合が行われたが、3回表一死の時点で雨天によりノーゲームになったため、東京ドームで再試合を行った（ノーゲームの時点でスコアは巨人が6 - 0とリードを奪っていた）。
- 第5回（1991年）は9月20日に試合が行われたが、7回裏二死の時点で降雨により5 - 5のタイのままコールドゲームになったため、翌日再試合（開催地は同じ平塚球場）。
- 第17回（2004年）は当初アイビースタジアムで開催される予定だったが、サンマリンスタジアム宮崎に変更になった。
- 第26回（2013年）は当初10月5日に行われる予定だったが、雨天により中止になり1日順延している[2]。

## 試合中継
テレビ中継
- 大会初期はテレビ東京から生放送された。
- 2008年度まではCS放送のスカイ・A sports+で初回生中継及び録画中継を行っていた。放送席には朝日放送のアナウンサー及び解説者、そしてゲストとして野球雑誌の記者を招くことが多かった。
- 2009年度以降はJ SPORTSで試合中継が行われる。また、開催地の地元局でネットされる場合もある[注釈 4]。2017年は広島テレビ放送でも生中継された（映像はJ SPORTSから配信されたが、実況はオフチューブにより自社で差し替えた）。